# Gaurax venustus
Gaurax venustus är en tvåvingeart som beskrevs av Leander Czerny 1906. Gaurax venustus ingår i släktet Gaurax och familjen fritflugor. Inga underarter finns listade i Catalogue of Life.